# 安吡托林
安吡托林是一种有机化合物，化学式为C10H13ClN2S，可用作镇痛药。

## 合成
它可由4-巯基哌啶-1-甲酸叔丁酯和2,6-二氯吡啶在碳酸钾存在下反应，再经TFA和Et3SiH脱保护得到。